# Малиновская, Юлия Владимировна
Юлия Владимировна Малиновская (ивр. יוליה מלינובסקי‎; род. 5 сентября 1975, Луганск, СССР) — израильский политик, депутат Кнессета 25-го созыва от партии «Наш дом Израиль» («НДИ»).

## Биография
Юлия Малиновская родилась 9 сентября 1975 года в городе Луганске в семье Владимира и Софьи Петропавловских.
По окончании средней школы Юлия поступила на юридический факультет Восточно-украинского университета им. Даля в Луганске. Завершила обучение в 1998 году и репатриировалась в Израиль.

### Общественная деятельность
С 2003 года Юлия депутат горсовета Холона. В 2006—2007 годах возглавляла пресс-службу партии НДИ. С 2008 года член списка партии в Кнессет. К выборам в Кнессет ХХ созыва занимала 9 место в списке партии. По результатам всенародного голосования на выборах 17 марта 2015 года партия НДИ получила в Кнессете ХХ созыва всего 6 мест. Юлия Малиновская стала депутатом лишь в мае 2016 года, после ухода из Кнессета Авигдора Либермана (два других члена Кнессета от НДИ ушли в отставку ранее).

### Должности в комиссиях
Кнессет 20-го созыва:

С 1 июня 2016 по 18 ноября 2018 года

- Член Совместной комиссии по труду и экономике:« Создание национального генерального плана в области старения »
- Член Особой комиссии по справедливому распределению и общественному равенству
- Член Комиссии по вопросам алии, абсорбции и диаспоры
- Член Комиссии по труду и благосостоянию
- Член Комиссии по вопросам государственного контроля
- Член Комиссии по обращениям граждан
- Член Лобби за социальные и общинные проекты
- Член Лобби за продвижение сознания израильской победы
- Член Лобби за охрану и восстановление Масличной горы

Кнессет 21-го созыва:

С 30 апреля 2019 по 3 октября 2019 года

- Член Распорядительной комиссии

Кнессет 22-го созыва:

С 3 октября 2019 по 16 марта 2020 года

- Член Комиссии по делам Кнессета
- Член Подкомиссии по законопроекту о роспуске Кнессета 22-го созыва
- Член Распорядительной комиссии

Кнессет 23-го созыва:

С 16 марта 2020 по 6 апреля 2021

- Член Комиссии по внутренним делам и защите окружающей среды
- Член Специальной комиссии по вопросам нового коронавируса и по проверке подготовки Государства к эпидемиям и землетрясениям
- Член Специальной комиссии по борьбе с коронавирусом
- Член Лобби за еврейский народ
- Председатель Лобби за отношения государства и религии
- Председатель Лобби за честное судопроизводство
- Член дипмиссии Кнессета в Парламентскую ассамблею Совета Европы

Кнессет 24-го созыва:

С 6 апреля 2021 по 15 ноября 2022

- Председатель Комиссии по проектам национальной инфраструктуры и по еврейским религиозным услугам
- Член Комиссии по внутренним делам и защите окружающей среды
- Председатель Лобби за связь между религией и Государством Израиль
- Член Лобби за еврейский народ

Кнессет 25-го созыва:

С 15 ноября 2022 года по настоящее время

- Член Совместной комиссии по поправкам к "Основному закону: Правительство"
- Член Совместной комиссии по обсуждению законопроекта о нелегальном оружии
- Член Совместной комиссии по закону о включении данных биометрической идентификации в документы, удостоверяющие личность, и в базу данных
- Член Комиссии по внутренним делам и защите окружающей среды
- Член Законодательной комиссии
- Член Специальной комиссии для обсуждения законопроекта о внесении поправок в Указ о полиции (полномочия) 2022 год
- Председатель Лобби против религиозного диктата
- Член Лобби за Землю Израиля

### Достижения
В 2007 году возглавила своём городе общественную борьбу против муниципального налога на безопасность. Дело получило широкую огласку в Израиле, а Верховный суд Израиля в 2010 году признал этот налог незаконным и постановил отменить его по всей стране.

### Личная жизнь
Юлия — мать двоих детей. Проживает с супругом и детьми в городе Холоне.